# Mellisuga
A Mellisuga a madarak (Aves) osztályának sarlósfecske-alakúak (Apodiformes) rendjébe és a kolibrifélék (Trochilidae) családjába tartozó nem. A Mellisuga megnevezés a latin mel vagy mellis = „méz” és sugere = „szívni” vagy „szopni” szavak összevonásából jött létre; tehát az idetartozó madarak, magyarul „mézszívóknak” mondhatók.

## Rendszerezésük
A nemet Mathurin Jacques Brisson írta le 1760-ban, az alábbi 2 faj tartozik ide:
- méhkolibri (Mellisuga helenae)
- törpekolibri (Mellisuga minima)